# 王国仁
王国仁（1966年5月—），男，汉族，中华人民共和国政治人物。现任北京理工大学计算机学院院长，教授，博士生导师。第十四届全国政协委员。